# Перм (град)
Перм (рус. Пермь) град је у Русији у Пермском крају. Према попису становништва из 2010. у граду је живело 991.530 становника. Налази се на обали реке Каме и на обронцима Урала, граници између Европе и Азије.

## Географија
Град се налази на обали реке Камe на брдовитом терену. Кама је главнa притока реке Волге и једna од најдубљих и најживописнијих река Русије. Ова река је пловни пут који даје приступ Урала до Белог мора, Балтичког мора, Азовског мора, Црног мора, и Каспијског мора. Кама дели град на два дела: централни део и  део на десној обали. Град се протеже  70 km  дуж Каме и 40 km  преко ње. Мрежа градских улица иде паралелно са  реком  Камом, водећи генерално у правцу исток-запaд, док су остале веће  улице  леже управно на оне које прате ток реке. Перм има континенталну климу са топлим летима и дугим, хладним зимама.

### Клима
| Клима Перма                 | Клима Перма   | Клима Перма   | Клима Перма   | Клима Перма   | Клима Перма | Клима Перма | Клима Перма | Клима Перма | Клима Перма | Клима Перма   | Клима Перма   | Клима Перма   | Клима Перма   |
| Показатељ \ Месец           | .Јан.         | .Феб.         | .Мар.         | .Апр.         | .Мај.       | .Јун.       | .Јул.       | .Авг.       | .Сеп.       | .Окт.         | .Нов.         | .Дец.         | .Год.         |
| --------------------------- | ------------- | ------------- | ------------- | ------------- | ----------- | ----------- | ----------- | ----------- | ----------- | ------------- | ------------- | ------------- | ------------- |
| Апсолутни максимум, °C (°F) | 4,3 (39,7)    | 6,0 (42,8)    | 15,0 (59)     | 27,3 (81,1)   | 34,6 (94,3) | 35,4 (95,7) | 36,6 (97,9) | 37,2 (99)   | 30,7 (87,3) | 22,5 (72,5)   | 11,7 (53,1)   | 4,5 (40,1)    | 37,2 (99)     |
| Средњи максимум, °C (°F)    | −11,0 (12,2)  | −9,2 (15,4)   | −1,9 (28,6)   | 8,0 (46,4)    | 16,1 (61)   | 22,4 (72,3) | 23,4 (74,1) | 20,2 (68,4) | 14,2 (57,6) | 4,8 (40,6)    | −3,3 (26,1)   | −9,1 (15,6)   | 6,3 (43,3)    |
| Просек, °C (°F)             | −15,0 (5)     | −12,4 (9,7)   | −5,1 (22,8)   | 3,0 (37,4)    | 10,4 (50,7) | 15,5 (59,9) | 18,2 (64,8) | 14,9 (58,8) | 9,2 (48,6)  | 1,3 (34,3)    | −5,5 (22,1)   | −11,3 (11,7)  | 1,9 (35,4)    |
| Средњи минимум, °C (°F)     | −18,4 (−1,1)  | −17,0 (1,4)   | −10,7 (12,7)  | −1,6 (29,1)   | 4,9 (40,8)  | 10,4 (50,7) | 12,8 (55)   | 10,8 (51,4) | 5,7 (42,3)  | −0,9 (30,4)   | −9,0 (15,8)   | −15,9 (3,4)   | −2,4 (27,7)   |
| Апсолутни минимум, °C (°F)  | −45,4 (−49,7) | −40,8 (−41,4) | −34,8 (−30,6) | −23,5 (−10,3) | −13,0 (8,6) | −3,4 (25,9) | 1,7 (35,1)  | −1,9 (28,6) | −7,8 (18)   | −25,2 (−13,4) | −38,5 (−37,3) | −47,1 (−52,8) | −47,1 (−52,8) |
| Количина падавина, mm (in)  | 39 (15,4)     | 27 (10,6)     | 27 (10,6)     | 36 (14,2)     | 53 (20,9)   | 68 (26,8)   | 75 (29,5)   | 67 (26,4)   | 68 (26,8)   | 59 (23,2)     | 49 (19,3)     | 41 (16,1)     | 609 (239,8)   |
| Извор: Погода и климат      |               |               |               |               |             |             |             |             |             |               |               |               |               |

## Историја
Основан је 17. маја 1723. године и добио је статус града 1781. Железница је до Перма стигла 1870. Град је административни, индустријски, научни центар и главни је град Пермског краја. Налази се на траси Транссибирске железнице. Привреда Перма везана је за машинство, производњу оружја, производњу нафте (седиште дела Нафтне компаније Лукоил - „Западни Сибир“ управо се налази у овом граду), хемијску индустрију. У граду има неколико универзитета. Између 1940. и 1957. град се звао Молотов, по Вјачеславу Молотову, совјетском  министру спољних послова.
Град је некада био познат по производњи соли.

## Становништво
Према прелиминарним подацима са пописа, у граду је 2010. живело 991.530 становника.
| 1939.   | 1959.   | 1970.   | 1979.   | 1989.     | 2002.     | 2010.   |
| ------- | ------- | ------- | ------- | --------- | --------- | ------- |
| 306.134 | 629.118 | 850.324 | 999.157 | 1.090.944 | 1.001,653 | 991.162 |

По попису из 2010. године становништво су чинили:
- Руси = 823.333 (90,7%)
- Татари = 34.253 (3,8%)
- Башкири = 7.729 (0,8%)
- Коми = 7.301 (0,8%)
- Украјинци = 6.507 (0,7%)
- остали = 23.1985 (2,7%)

## Партнерски градови
- Агриђенто
- Луивил
- Оксфорд
- Дуизбург
- Черкаси
- Шенџен